# Julien Briffaz
Julien Briffaz, né en 1977 à Boulogne, est un producteur français de musique électronique.

## Biographie
Il monte son label en première année de prépa Sciences-Po, BrifRec. C’est le premier label à s'intéresser à la microhouse en France, avec des artistes comme Ark et des remix de Losoul, Herbert et Mr Oizo. Julien est également batteur dans un groupe de rock, aux côtés Loïc Le Guillou qui le rejoindra sur le duo électro Tekel. En 2003, il rencontre au Club Med de Vittel les fondateurs du label Initialcuts. Six maxis suivront, puis un album en mai 2006. En parallèle, Julien crée le studio La Truite qui acquiert une belle réputation avec des collaborations pour Syd Matters, Para One, Cocosuma ou Sammy Decoster. Il est membre du duo électro Bot'Ox avec Cosmo Vitelli, édité par le label I'm a cliché.